# Xã Red Rock, Quận Mower, Minnesota
Xã Red Rock (tiếng Anh: Red Rock Township) là một xã thuộc quận Mower, tiểu bang Minnesota, Hoa Kỳ. Năm 2010, dân số của xã này là 747 người.